# Condado de Meade (Kentucky)
O Condado de Meade é um dos 120 condados do estado americano de Kentucky. A sede do condado é Brandenburg, e sua maior cidade é Brandenburg. O condado possui uma área de 840 km² (dos quais 41 km² estão cobertos por água), uma população de 26 349 habitantes, e uma densidade populacional de 33 hab/km² (segundo o censo nacional de 2000). O condado foi fundado em 1824.